# Fleischerhaken

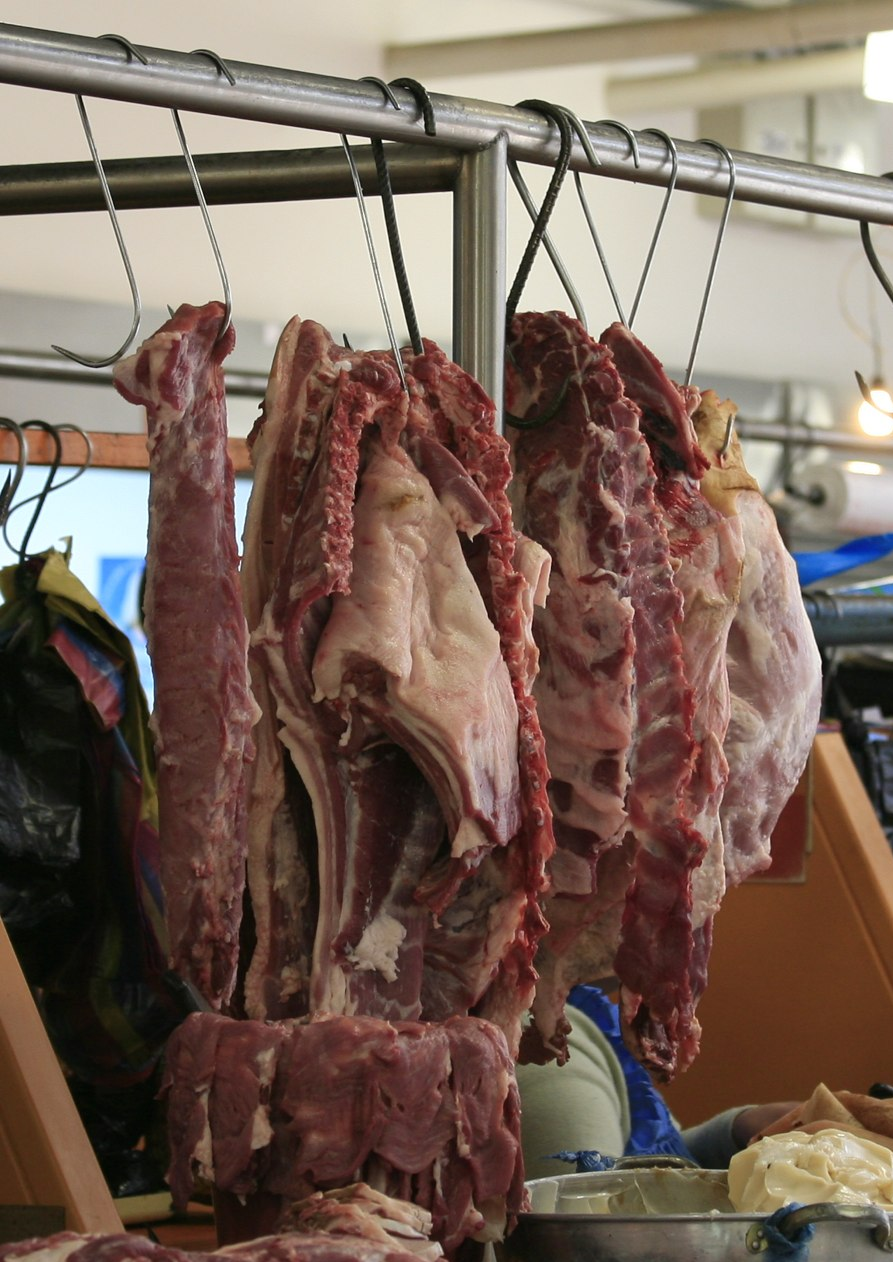
An Fleischerhaken aufgehängte Fleischstücke

Ein Fleischerhaken (auch Fleischhaken oder Metzgerhaken) ist ein Haken zum Aufhängen und Transportieren von Fleisch und Wurst, der vielfach in Schlachthöfen und Fleischereien/Metzgereien/Schlachtereien verwendet wird. Er besteht aus einem mehrere Millimeter dicken Metallstab, der (doppel-)bogenförmig geschwungen ist. Mindestens ein Ende ist drei- oder vierseitig angeschliffen, damit das Fleisch ohne unnötige Beschädigungen gehalten werden kann.
In Deutschland sind Fleischerhaken gemäß DIN 5046, 5047 und 5048 üblich. Dabei handelt es sich um genormte, S-förmige Haken mit einem spitzen Ende zum Durchbohren von Fleischstücken und einem stumpfen Ende als Schutz für den Arbeiter. Sie werden in der Regel aus rostfreiem Stahl hergestellt. Die Tragkraft richtet sich je nach Größe und Stabdicke und beträgt etwa 15 kg bis 90 kg oder mehr pro Stück. Es gibt zudem S-förmige Fleischerhaken, die als Drehhaken mit einem mittigen Kugelgelenk als drehbar ausgebildet sind und eine Tragkraft von bis zu etwa 180 kg aufweisen.

## Varianten
Es gibt verschiedene Varianten des S-förmigen Fleischerhakens, wie zum Beispiel:
- Speck(seiten)haken: Enthält zwei bis fünf nebeneinander liegende Hakenspitzen, mit rückwärtiger oder seitlicher Aufhängung. Er dient zum Aufhängen und Transport von Speckseiten.
- Feststehende Fleischerhaken: Einseitige starre Haken, meist in Form von Hakenleisten. Außer bei der Fleischverarbeitung finden sie oft Verwendung im Verkaufstheken-Bereich von Fleischereien/Metzgereien/Schlachtereien.
- Griffhaken: Einseitiger Haken mit einem – vielfach querliegend ausgebildeten – Handgriff aus Kunststoff oder Aluminium (früher auch aus Holz) am „stumpfen“ Ende. Er gehört zu den Berufswerkzeugen von Fleischern/Metzgern/Schlachtern und dient zum Heben und Transport schwerer Fleischstücke.

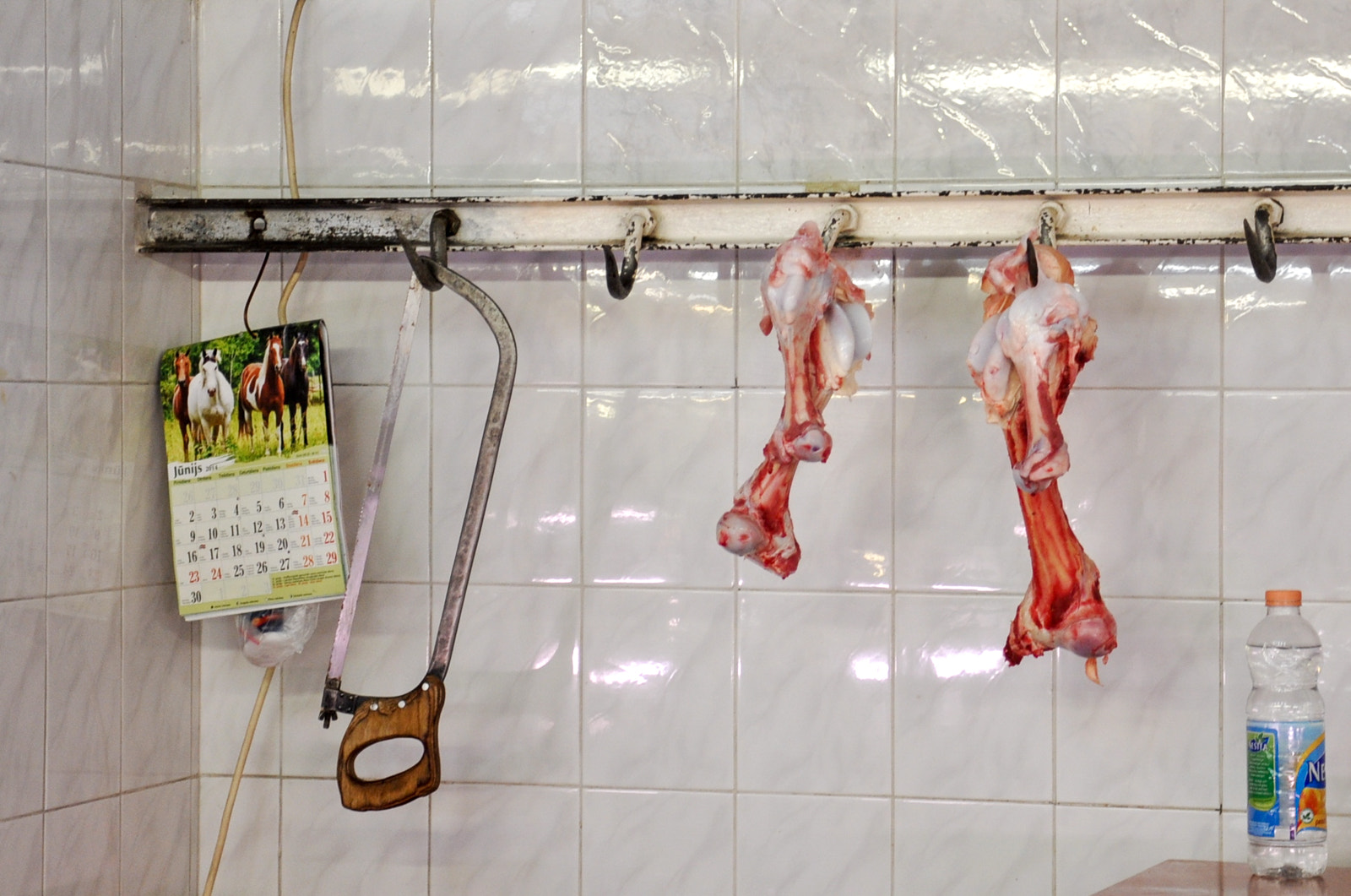
Hakenleiste mit feststehenden Fleischerhaken
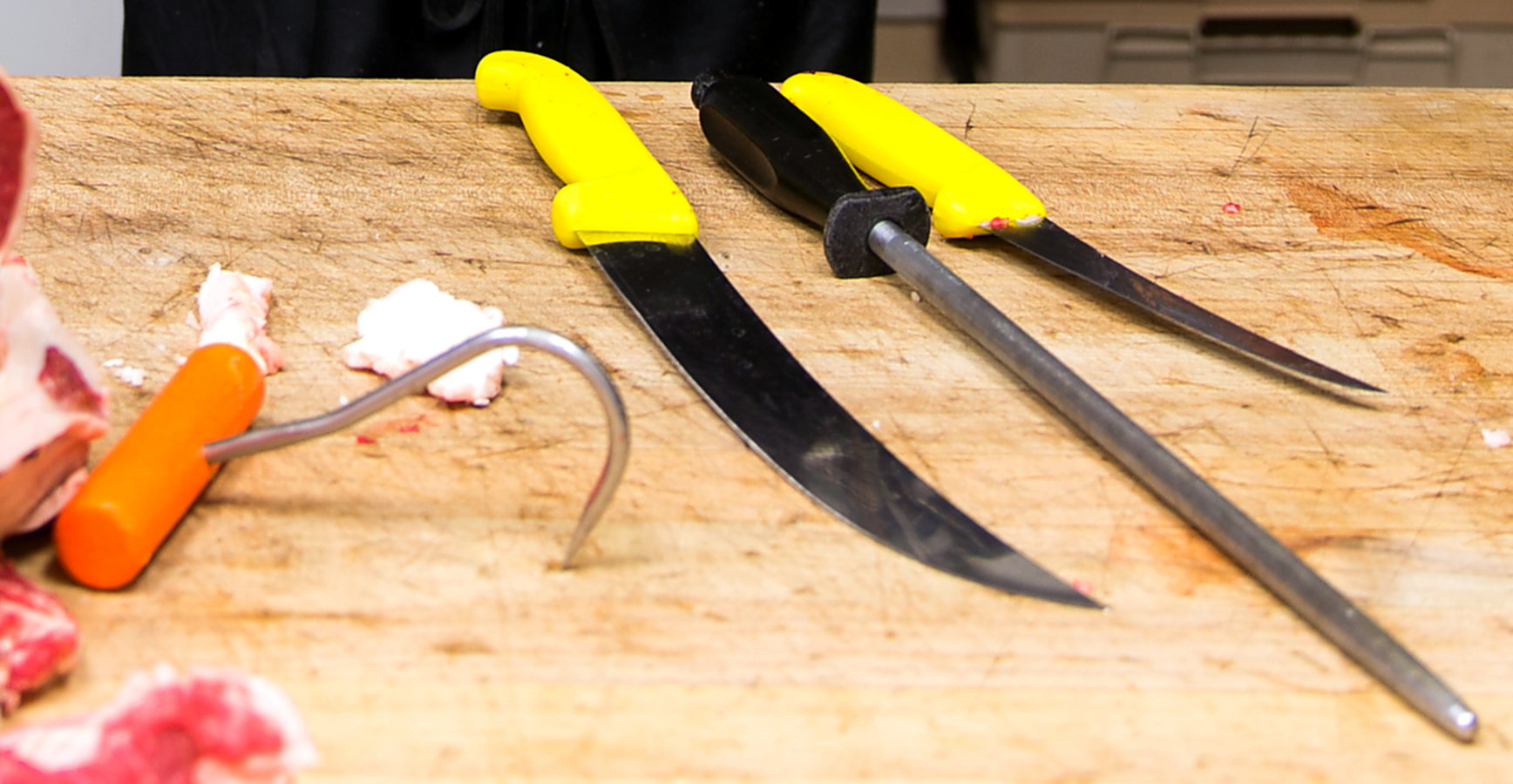
Griffhaken (daneben: zwei Fleischermesser, ein Wetzstahl)

## Geschichte
Fleischerhaken dienten in frühgeschichtlicher Zeit Zeremonialzwecken wie die Fleischhaken von Dunaverney oder Fleischhaken von Little Thetford.
Bei Hinrichtungen durch Hängen wurde die Schlinge am frei hängenden Haken befestigt und das Opfer stranguliert, ohne dass ihm durch einen Sturz sofort das Genick gebrochen wurde. Fleischerhaken wurden am 15. Dezember 1942 für die Hinrichtung der Mitglieder der Roten Kapelle wie auch am 8. August 1944 für Beteiligte des Attentats vom 20. Juli 1944 auf Befehl Hitlers verwendet, um diese besonders entehrende und qualvolle Form der Hinrichtung anzuwenden.